# Castelo de Dalswinton
O Castelo de Dalswinton, também conhecido como Castelo do Comyn, foi um castelo localizado a sudeste de Dalswinton, em Dumfries and Galloway, na Escócia.
Um castelo foi registado no local em 1250 e pertencia aos Comyns de Badenoch. Depois de ser capturado pelos ingleses em 1301, o condestável do castelo era John de Botetourt. Durante a campanha de Edward Bruce em Galloway em 1308-1309, o castelo ainda estava nas mãos dos ingleses. Dalswinton rendeu-se às forças escocesas no início de 1313. O castelo foi abandonado após a construção da Casa de Dalswinton no século XVII. As ruínas do castelo parecem ter sido demolidas depois de 1792.